# Energie (marque)
Pour les articles homonymes, voir Énergie (homonymie).
Energie est une marque italienne de vêtements pour hommes apparue en 1991. Elle appartient au groupe italien Sixty, basé à Chieti dans les Abruzzes.

## Origine
Energie est né d'une collaboration entre Vicky Hassan et Renato Rossi.

## Positionnement
Energie est la marque masculine du groupe Sixty qui détient également les marques de vêtements pour femmes Miss Sixty (en) et Killah. La production est centrée sur le jeans.

## Distribution
- 7 000 points de vente dans le monde